# Göteborg (Gemeinde)
Koordinaten: 57° 42′ N, 11° 57′ O

Göteborg ist eine Gemeinde (schwedisch kommun) in der schwedischen Provinz Västra Götalands län und den historischen Provinzen Västergötland und Bohuslän. Der Hauptort der Gemeinde ist Göteborg.

## Geographie
Die Gemeinde besteht zu großen Teilen aus der Stadt Göteborg und der viertgrößten schwedischen Insel Hisingen. Daneben gibt es eine Vielzahl kleinere Orte, die allerdings meist nicht mehr als 200 Einwohner haben, und den Göteborg im Süden vorgelagerten Göteborger Schärengarten mit den Schären Asperö, Brännö, Donsö, Köpstadsö, Styrsö, Vargö, Vinga sowie Vrångö.

## Geschichte
Die Bezeichnung Göteborgs stad galt bis 1971 als die Stadtgemeinden im Zuge einer Kommunalreform abgeschafft wurden und die neue Bezeichnung Göteborgs kommun eingeführt wurde. Am 16. Juni 1983 beschlossen Gemeindevertreter, dass der Stadtbegriff (schwed. stad) in den Fällen anzuwenden ist, in denen es keine Konsequenzen für die Gemeinde an sich hat. Aus diesem Grund gibt es z. B. auf Straßenschildern sowohl die Bezeichnung Göteborgs stad als Göteborgs kommun.

## Städtepartnerschaften
Göteborg listet folgende sieben Partnerstädte auf:
| Stadt              | Land                             | Typ         | seit |
| ------------------ | -------------------------------- | ----------- | ---- |
| Aarhus             | Midtjylland, Dänemark            | Vänort      | 1946 |
| Bergen             | Vestland, Norwegen               | Vänort      | 1946 |
| Chicago            | Illinois, Vereinigte Staaten     | Partnerstad | 1987 |
| Lyon               | Auvergne-Rhône-Alpes, Frankreich | Partnerstad | 1990 |
| Nelson Mandela Bay | Ostkap, Südafrika                | Partnerstad | 1998 |
| Shanghai           | Ostchina, Volksrepublik China    | Partnerstad | 1986 |
| Turku              | Finnland                         | Vänort      | 1946 |